# Sestieri de Génova

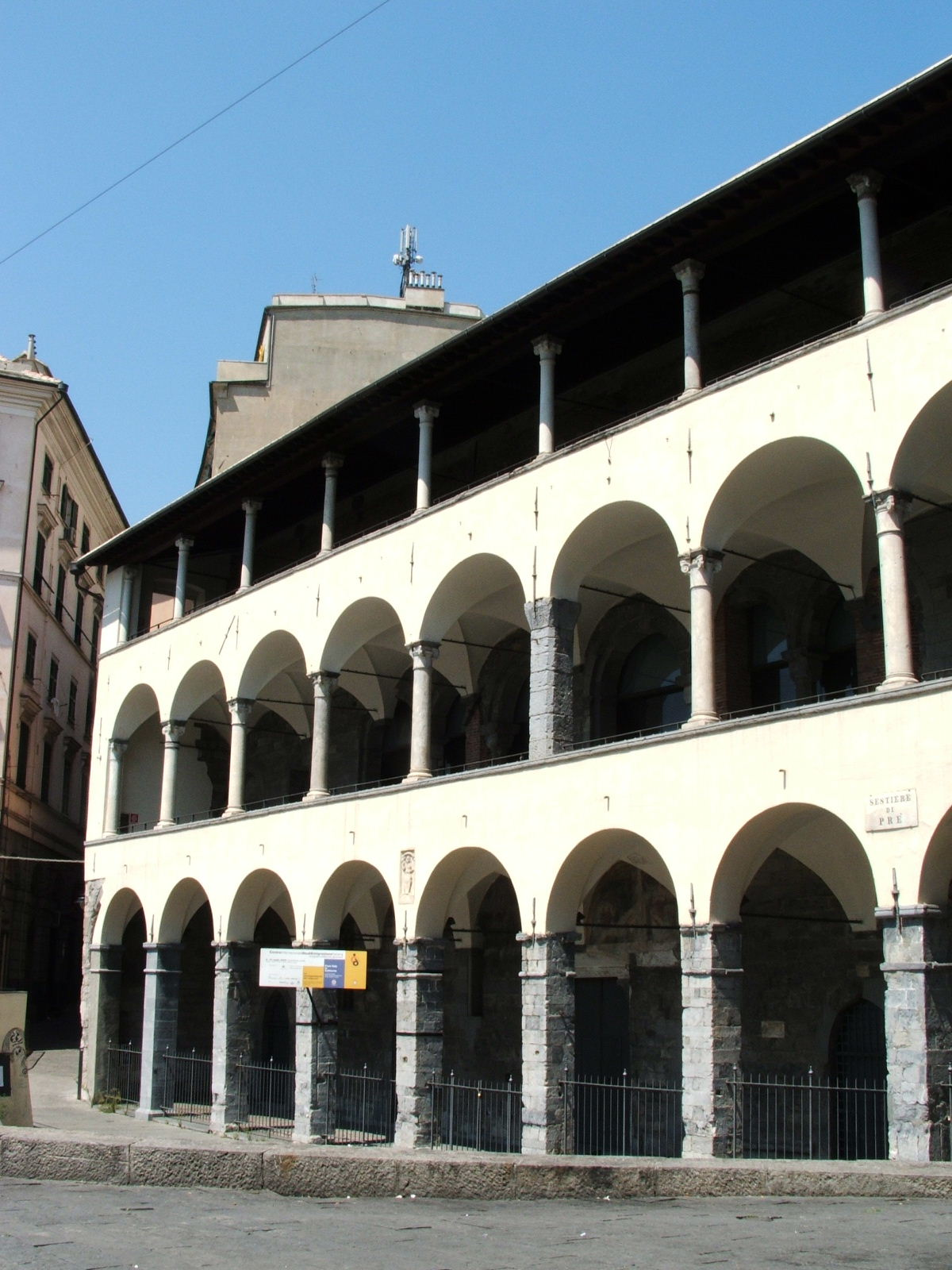
La Commenda di San Giovanni di Prè.

El centro histórico de Génova, Italia estaba subdividido antiguamente en seis rioni, cada uno de los cuales correspondía a un sestiere. Las remodelaciones urbanísticas que han afectado a la capital ligur han conducido a una subdivisión diferente de los barrios, organizados administrativamente en municipios.
Estos son los nombres con los que se denominaban y todavía hoy se identifican en la toponimia de la ciudad a los sestieri:
- Prè
- Portoria
- Molo
- Maddalena
- San Vincenzo
- San Teodoro